# Aeroportul Comox Valley
Aeroportul Comox Valley (IATA: YQQ, ICAO: CYQQ) este un aeroport din Columbia Britanică, Canada. Aeroportul a fost tranzitat în 2021 de 150.151 de pasageri.
Situat la o altitudine de 26 m, aeroportul dispune de o singură pistă. Este operat de Department of National Defence⁠(d).